# Icamiabas
Icamiabas ou iacamiabas (do tupi i + kama + îaba, significando "peito partido" ou "mulheres sem marido") é a designação genérica dada a uma lenda de indígenas que teriam formado uma nação de mulheres guerreiras. Compunham uma sociedade matriarcal, caracterizada por mulheres guerreiras sem homens. O termo designaria também um monte nas cercanias do rio Conuris (no atual território do Equador). Esta lenda teria dado origem, no século XVI, ao mito da presença das lendárias Amazonas na região Norte do Brasil. Em A Amazônia Misteriosa de Gastão Cruls, lê-se:
Aí existe mesmo, já nas cabeceiras do rio, a serra Itacamiaba, que por muito tempo se quis ter como o habitat da famosa tribo, e cujo nome deturpado para icamiaba, foi também empregado como sinónimo de Amazonas.
Quando o conquistador espanhol Francisco de Orellana desceu o rio pelos Andes em busca de ouro, a vitória das icamiabas contra os invasores espanhóis, foi narrada ao rei Carlos I, o qual, inspirado nas antigas guerreiras ou amazonas, batizou o Rio Amazonas. Amazonas é o nome dado pelos gregos às mulheres guerreiras. Os relatos de Orellana afirmam que a tropa fora advertida da existência dessas indígenas antes mesmo de entrar em contato com elas. Orellana descreveu-as como mulheres altas, que andavam nuas e portavam apenas o arco-e-flecha, habitavam casas de pedra e acumulavam metais preciosos.
As icamiabas foram vistas pela esquadra de Orellana em 1542, quando os espanhóis passavam pelo Espelho da Lua, região da atual cidade de Nhamundá, no Amazonas.
Por conta de Orellana e o batismo do rio de Amazonas, com a divisão do Grão-Pará, a parte ocidental recebeu o nome de Amazonas em 1850.
Muitos historiadores associam a descrição feita pelos espanhóis como uma confusão fisiológica e sendo moldada nas lendas e visões eurocêntricas dos povos nativos das Américas.
No livro Macunaíma, de Mário de Andrade, as icamiabas presenteavam seus amantes depois do acasalamento na Festa de Iaci com um muiraquitã, amuleto tradicional indígena. O presente serviria como recordação e tinha como intuito encorajá-los à fidelidade. Segundo a obra Nuevo descubrimiento del gran rio de las Amazonas, do padre espanhol Pedro Cristóbal de Acuña, que formou parte da expedição do explorador português Pedro Teixeira à Amazônia na década de 1630, seus amantes são os homens da tribo dos guacarás. As meninas nascidas destas uniões permaneciam junto às amazonas, enquanto que os meninos eram, talvez, entregues aos pais na festa do ano seguinte, mas Acuña acredita mais que elas os matavam.